# Severin Freund
Severin Freund (Freyung, 11 maggio 1988) è un ex saltatore con gli sci tedesco, campione olimpico nella gara a squadre a Soči 2014, vincitore di una Coppa del Mondo e di varie medaglie iridate.

## Biografia
In Coppa del Mondo ha esordito il 22 dicembre 2007 a Engelberg (50°) e ha ottenuto la prima vittoria, nonché primo podio, il 15 gennaio 2011 a Sapporo. Nel 2015 ha vinto la coppa di cristallo generale.
In carriera ha partecipato a un'edizione dei Giochi olimpici invernali, Soči 2014 (31º nel trampolino normale, 4º nel trampolino lungo, 1º nella gara a squadre), a quattro dei Campionati mondiali, vincendo sette medaglie, e a cinque dei Mondiali di volo, vincendo quattro medaglie.

## Palmarès

### Olimpiadi
- 1 medaglia:
  - 1 oro (gara a squadre a Soči 2014)

### Mondiali
- 7 medaglie:
  - 3 ori (trampolino lungo, gara a squadre mista dal trampolino normale a Falun 2015; gara a squadre dal trampolino lungo a Oberstdorf 2021)
  - 2 argenti (gara a squadre dal trampolino lungo a Val di Fiemme 2013; trampolino normale a Falun 2015)
  - 2 bronzi (gara a squadre dal trampolino normale a Oslo 2011; gara a squadre mista dal trampolino normale a Val di Fiemme 2013)

### Mondiali di volo
- 4 medaglie:
  - 1 oro (individuale a Harrachov 2014)
  - 3 argenti (gara a squadre a Vikersund 2012; gara a squadre a Tauplitz 2016; gara a squadre a Vikersund 2022)

### Mondiali juniores
- 1 medaglia:
  - 1 oro (gara squadre dal trampolino normale a Zakopane 2008)

### Coppa del Mondo
- Vincitore della Coppa del Mondo nel 2015
- 74 podi (53 individuali, 21 a squadre):
  - 28 vittorie (22 individuali, 6 a squadre)
  - 25 secondi posti (15 individuali, 10 a squadre)
  - 21 terzi posti (16 individuali, 5 a squadre)

#### Coppa del Mondo - vittorie
| Data             | Località          | Nazione   | Trampolino                                                                          |
| ---------------- | ----------------- | --------- | ----------------------------------------------------------------------------------- |
| 15 gennaio 2011  | Sapporo           | Giappone  | Ōkurayama HS134                                                                     |
| 30 gennaio 2011  | Willingen         | Germania  | Mühlenkopf HS145                                                                    |
| 24 novembre 2012 | Lillehammer       | Norvegia  | Lysgårdsbakken HS100                                                                |
| 30 novembre 2012 | Kuusamo           | Finlandia | Rukatunturi HS142 (con Andreas Wellinger, Michael Neumayer e Richard Freitag)       |
| 1º dicembre 2012 | Kuusamo           | Finlandia | Rukatunturi HS142                                                                   |
| 9 marzo 2013     | Lahti             | Finlandia | Salpausselkä HS130 (con Andreas Wank, Michael Neumayer e Richard Freitag)           |
| 8 dicembre 2013  | Lillehammer       | Norvegia  | Lysgårdsbakken HS138                                                                |
| 26 febbraio 2014 | Falun             | Svezia    | Lugnet HS134                                                                        |
| 28 febbraio 2014 | Lahti             | Finlandia | Salpausselkä HS130                                                                  |
| 9 marzo 2014     | Oslo Holmenkollen | Norvegia  | Holmenkollen HS134                                                                  |
| 21 marzo 2014    | Planica           | Slovenia  | Bloudkova velikanka HS139                                                           |
| 22 novembre 2014 | Klingenthal       | Germania  | Vogtland Arena HS140 (con Markus Eisenbichler, Richard Freitag e Andreas Wellinger) |
| 14 dicembre 2014 | Nižnij Tagil      | Russia    | Aist HS134                                                                          |
| 10 gennaio 2015  | Tauplitz          | Austria   | Kulm HS200                                                                          |
| 17 gennaio 2015  | Zakopane          | Polonia   | Wielka Krokiew HS134 (con Michael Neumayer, Marinus Kraus e Richard Freitag)        |
| 1º febbraio 2015 | Willingen         | Germania  | Mühlenkopf HS145                                                                    |
| 7 febbraio 2015  | Titisee-Neustadt  | Germania  | Hochfirst HS142                                                                     |
| 15 febbraio 2015 | Vikersund         | Norvegia  | Vikersundbakken HS225                                                               |
| 10 marzo 2015    | Kuopio            | Finlandia | Puijo HS100                                                                         |
| 12 marzo 2015    | Trondheim         | Norvegia  | Granåsen HS138                                                                      |
| 14 marzo 2015    | Oslo Holmenkollen | Norvegia  | Holmenkollen HS134                                                                  |
| 15 marzo 2015    | Oslo Holmenkollen | Norvegia  | Holmenkollen HS134                                                                  |
| 21 novembre 2015 | Klingenthal       | Germania  | Vogtland Arena HS140 (con Andreas Wellinger, Andreas Wank e Richard Freitag)        |
| 5 dicembre 2015  | Lillehammer       | Norvegia  | Lysgårdsbakken HS100                                                                |
| 12 dicembre 2015 | Nižnij Tagil      | Russia    | Aist HS134                                                                          |
| 29 dicembre 2015 | Oberstdorf        | Germania  | Schattenberg HS137                                                                  |
| 9 gennaio 2016   | Willingen         | Germania  | Mühlenkopf HS145 (con Andreas Wank, Andreas Wellinger e Richard Freitag)            |
| 26 novembre 2016 | Kuusamo           | Finlandia | Rukatunturi HS142                                                                   |

#### Torneo dei quattro trampolini
- 5 podi di tappa[2]:
  - 1 vittoria
  - 2 secondi posti
  - 2 terzi posti